# 팔봉초등학교
팔봉초등학교는 대한민국 충청남도 서산시 팔봉면 양길리에 있는 공립 초등학교이다.

## 학교 연혁
- 1927년 4월 4일 팔봉공립보통학교 개교
- 1940년 4월 4일 팔봉국민학교로 개칭
- 1961년 9월 1일 고파도분교장 개교
- 1984년 12월 1일 호리분교장 개교
- 1996년 3월 1일 팔봉초등학교로 개칭
- 1999년 9월 1일 호리분교장 통합
- 2008년 3월 1일 고성초등학교 통합
- 2017년 2월 10일 제86회 졸업(총 7,544명)
- 2017년 3월 1일 본교 6학급(55명), 고파도분교장 1학급(2명), 유치원 1학급(11명)편성

## 참고 자료
- 팔봉초등학교 - 한국교육학술정보원 학교알리미